# Associação das Travestis da Paraíba
A Associação das Travestis e Transexuais da Paraíba (Astrapa) é uma entidade da sociedade civil organizada sem fins lucrativos (Oscip) localizada em João Pessoa, capital do estado da Paraíba.
Funciona atualmente em prédio localizado no centro da cidade de João Pessoa, Paraíba, que foi restaurado, denominado «Centro Cultural do Terceiro Setor» e entregue a várias ONGs. Até fevereiro de 2020, a entidade foi presidida pela militante Fernanda Benvenutty.

## Objetivos
Fundada em 19 de outubro de 2002, essa Organização Não Governamental trabalha no combate ao preconceito, à discriminação e à violência contra travestis, transgêneros e transexuais através de linguagens e elementos da cultura popular, objetivando promover uma cultura de respeito à diversidade humana, cultural e sexual, e pela paz. Além disso, visa também servir como centro de referência aos Direitos Humanos, fomentando o aprendizado por meio do «Centro de Inclusão Digital» e do «Projeto Escola de Fábrica», entre outras ações voltadas ao público em geral, em especial aos segmentos GLBT (gays, lésbicas, bissexuais, travestis, transexuais e transgêneros).
Em 26 de maio de 2011, durante o evento que inaugurou o Centro de Referência dos Direitos de LGBTs e Combate à Homofobia da Paraíba («Espaço LGBT»), a portaria nº 32.159/2011 foi assinada pelo governador do estado da Paraíba, Ricardo Coutinho.

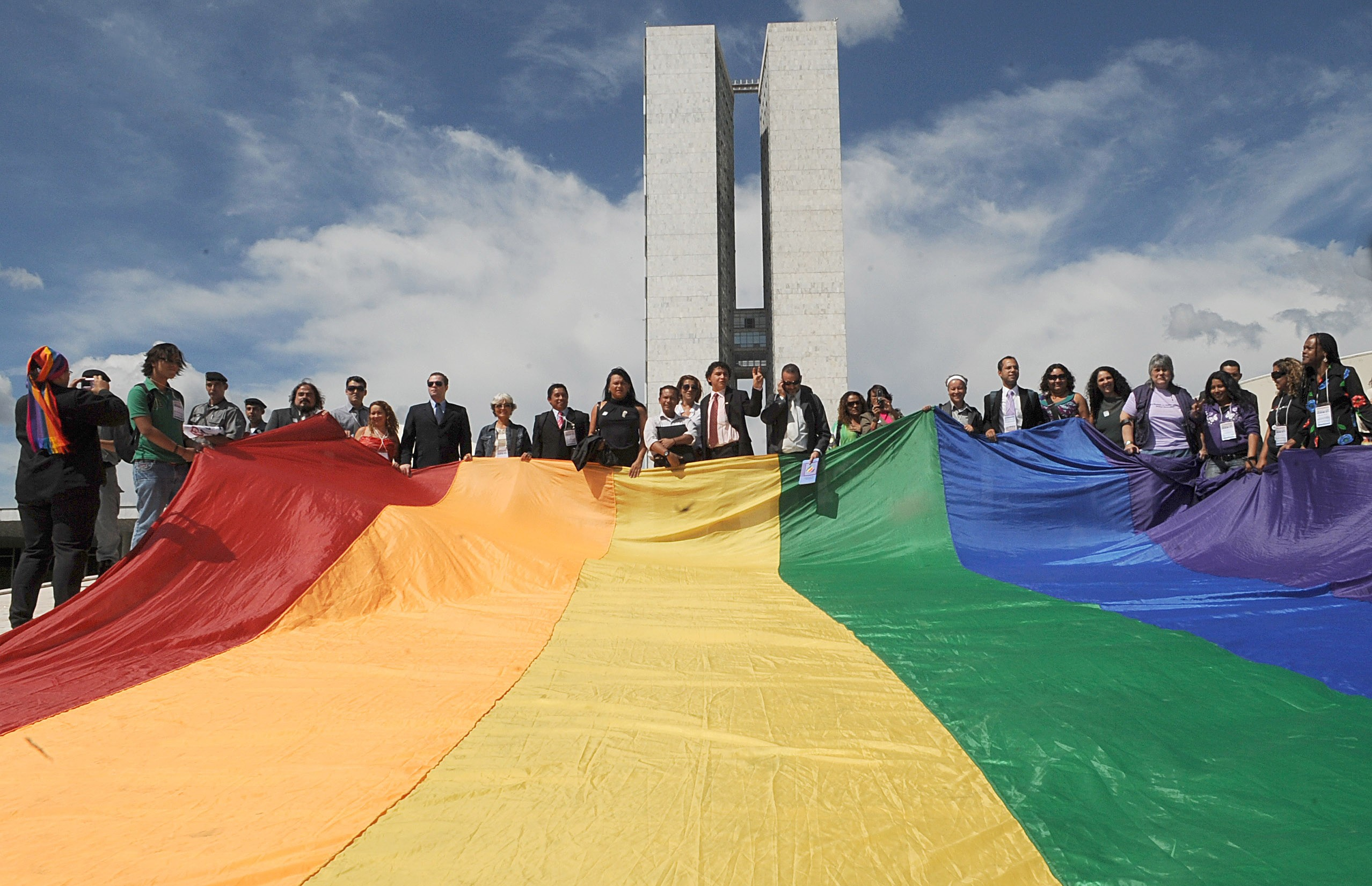
A Astrapa é representada em Brasília pela organização LGBT nacional, a Antra

Tal portaria assegura o direito ao tratamento nominal e a inclusão do nome social de travestis e transexuais em todos os procedimentos, atos e registros estaduais relativos a serviços públicos prestados em âmbito estadual. Tal decreto assegura até mesmo que toda travesti, homem transexual ou mulher transexual que seja servidor público possa utilizar o nome social no exercício de sua função. As escolas da rede de ensino público estadual também devem incluir o nome social de travestis e transexuais nos registros escolares para garantir o acesso, a permanência e o êxito dessas pessoas no processo de ensino e aprendizagem.

## Referência a LGBTs na Paraíba
Desde dezembro de 2008, a associação em conjunto com a Secretaria Especial dos Direitos Humanos da Presidência da República (SEDH-PR), criaram o «Centro de Referência em Direitos Humanos de Lésbicas, Gays, Bissexuais, Travestis e Transexuais», que proverá serviços para a comunidade LGBT da Paraíba, como assessoria jurídica, psicológica e pessoal.
O centro não restringe o auxilio somente aos LGBTs da Paraíba, eles prestam suporte para qualquer pessoa, independentemente de sua orientação sexual. Outra função do centro é exigir da justiça local a solução de crimes contra LGBTs, a maioria dos quais têm permanecido impunes no estado paraibano.